# Рикельме Филлипи
Рике́льме Филли́пи Мари́ньо де Со́уза (порт.-браз. Riquelme Fillipi Marinho de Souza; родился 15 сентября 2006, Санту-Андре) — бразильский футболист, вингер клуба «Палмейрас».

## Клубная карьера
Выступал в составе футбольной академии клуба «Ибрашина» из Сан-Паулу. В 2021 году присоединился к футбольной академии клуба «Палмейрас».

## Карьера в сборной
В 2023 году в составе сборной Бразилии до 17 лет сыграл на чемпионате Южной Америки для игроков до 17 лет. На турнире забил 2 гола в матчах против Колумбии 4 апреля и против Аргентины 23 апреля. Бразильцы в итоге стали чемпионами.

## Достижения

### Командные достижения
Сборная Бразилии (до 17 лет)
- Победитель чемпионата Южной Америки для игроков до 17 лет: 2023

## Личная жизнь
Был назван в честь аргентинского футболиста Хуана Романа Рикельме. Его отец любил смотреть, как играет Рикельме, особенно за «Боку Хуниорс» и «Вильярреал», и он решил назвать сына в честь аргентинского полузащитника.